# Ankaios (Sohn des Lykurgos)

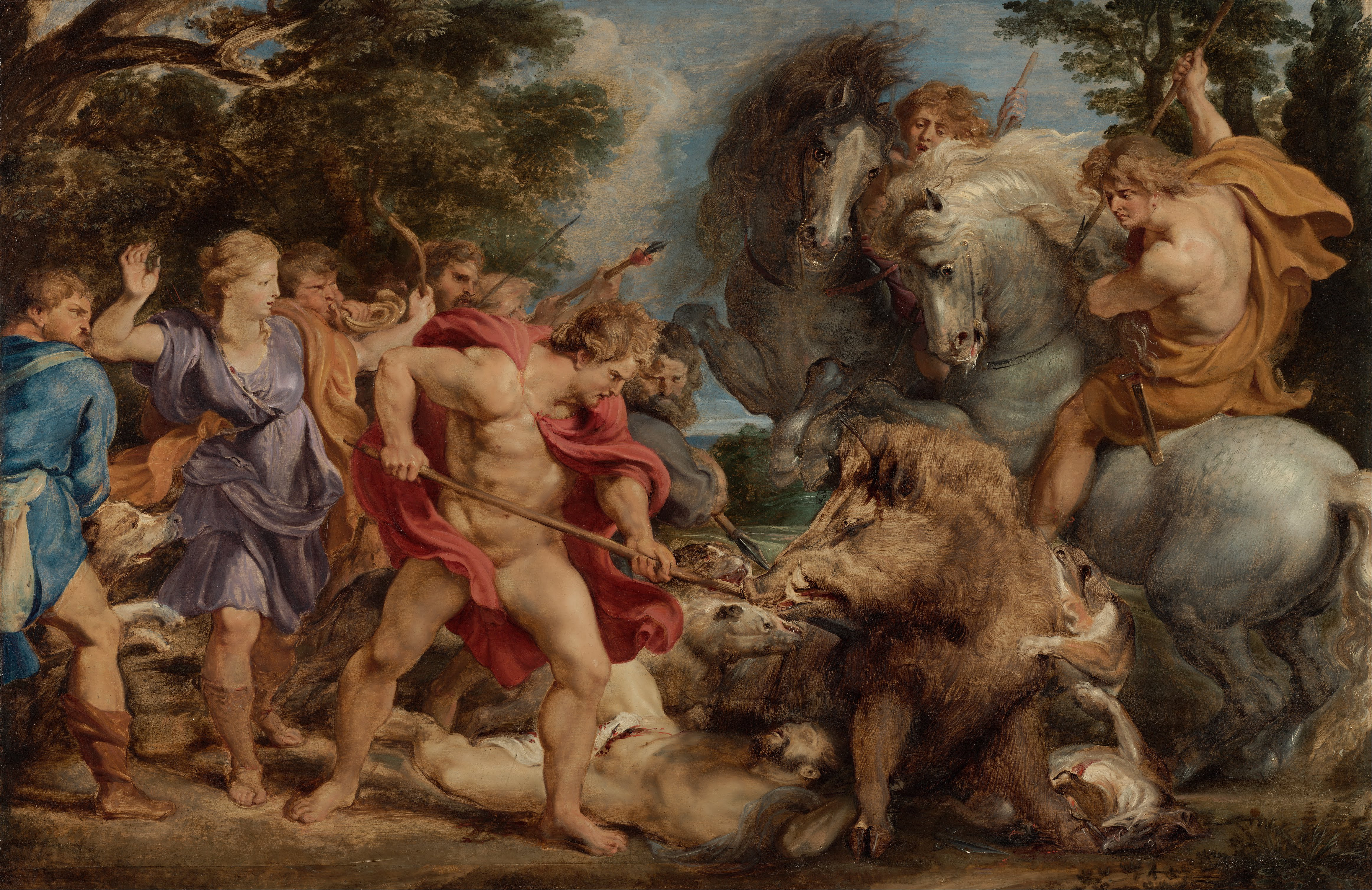
„Die Jagd auf den kalydonischen Eber“, Gemälde von Peter Paul Rubens: Der tödlich verletzte Ankaios liegt am Boden während Meleagros den Eber mit dem Speer bekämpft.

Ankaios (altgriechisch Ἀγκαῖος Ankaíos) ist in der griechischen Mythologie der Sohn des Lykurgos und der Eurynome oder Kleophile oder Antinoë. Die Brüder des tegeatischen Heros waren Iasos, Epochos, Amphidamas und Kepheus. Die letzteren beiden werden von Apollonius Rhodius als Söhne des Aleos bezeichnet.
Sein Großvater Aleos will ihn von der Teilnahme an der Argonautenfahrt abhalten und versteckt seine Ausrüstung im Stall. Trotzdem nimmt er auf Geheiß seines Vaters an dem Unternehmen teil und trägt anstatt einer Rüstung ein Bärenfell und als Waffe eine Doppelaxt. Er gilt nach Herakles als einer der stärksten und sitzt deshalb mit diesem auf der mittleren Ruderbank der Argo, tötet mit ihm die Opferstiere und greift zuerst die Bebryker an.
Zurückgekehrt nimmt er an der Jagd auf den kalydonischen Ebers teil. Er ist einer der Wortführer, die dafür plädieren, dass Atalante als Frau nicht an der Jagd teilnehmen dürfe. Meleagros setzt jedoch durch, dass sie die Jagdgemeinschaft begleiten darf. Als man den Eber umzingelt hat, stürmt Ankaios todesmutig auf das Untier. Dieses verletzt ihn nun mit den Hauern so schwer, dass er stirbt.
Sein Sohn ist Agapenor, der auch um Helena wirbt und den Griechen 60 Schiffe zum Krieg gegen Troja stellt.
Ankaios war bei den Arkadiern beliebt und man feierte ihm zu Ehren noch zu späteren Zeiten ein Fest. Er war auch im Giebel des Tempels der Athena Alea in Tegea, einem Werk des Bildhauers Skopas, wo die Jagd auf den kalydonischen Eber abgebildet war, mit dargestellt. Der verwundete Ankaios wird mit seiner stehenden Waffe, der Doppelaxt von Epochos gestützt. Er erschien auch auf einem Gemälde des Aristophon von Thasos. Erhalten ist sein Bild noch auf einem griechischen Terrakottarelief und auf mehreren Vasenbildern. Allen bildlichen Darstellungen gemeinsam sind die auch literarisch bezeugte Verwundung und seine Charakterisierung durch Bärenfell und Doppelaxt.